# Schwarzkopfweber
Der Schwarzkopfweber (Ploceus melanocephalus, Syn.: Loxia melanocephala) zählt innerhalb der Familie der Webervögel (Ploceidae) zur Gattung der Ammerweber (Ploceus).
Der lateinische Artzusatz kommt von altgriechisch μελας, μελανος melas, melanos, deutsch ‚schwarz‘ und altgriechisch κεφαλος kephalos, deutsch ‚Kopf‘.
Der Vogel kommt in Westafrika, Zentralafrika und Ostafrika vor in Gambia, Ghana, Kenia, Ruanda, Senegal und Uganda, außerdem wurde die Art auf der iberischen Halbinsel eingeführt.
Das Verbreitungsgebiet umfasst unterschiedliche Lebensräume mit hohem Gras, Schilf oder Papyrus meist in Gewässernähe von 600 bis 1700 m Höhe.

## Merkmale
Die Art ist 14 cm groß, das Männchen wiegt zwischen 21 und 25, das Weibchen zwischen 17 und 21 g. Das Männchen ähnelt im Brutkleid dem Jackson-Weber (Ploceus jacksoni), aber die schwarze Maske endet nahe am hinteren Scheitelende, der Nacken ist gelb und bildet oft ein Nackenband. Die Iris ist braun, die Unterseite ist gelb in blasses Kastanienbraun übergehend. Im Schlichtkleid ist das Männchen wie das Weibchen und Jungvögel brauner als der Jacksonweber und ähnelt mehr dem Weibchen des Riedwebers (Ploceus castanops), der aber eine weiße Iris hat.

## Geografische Variation
Es werden folgende Unterarten anerkannt:
- P. m. melanocephalus (Linnaeus, 1758), Nominatform – Süden Mauretaniens, Senegal, Gambia, Süden Malis und Südwesten Nigers
- P. m. capitalis (Latham, 1790) – Westen Guinea-Bissaus, Osten Guineas, Burkina Faso, Nordosten Ghanas, Togo, Benin, Nigeria, Norden Kameruns, Südwesten des Tschad und Norden der Zentralafrikanischen Republik
- P. m. dimidiatus (Antinori & Salvadori, 1873) – Südosten des Sudan und Westen Eritreas bis Demokratische Republik Kongo, Uganda, Südwesten Kenias und Nordwesten Tansanias (enthält bei Handbook of the Birds of the World P.m.fischeri)
- P. m. duboisi Hartlaub, 1886 – Ostkongo, Süden der Zentralafrikanischen Republik, Südwesten des Südsudans, Demokratische Republik Kongo und Norden Sambias

Worldbirdnames führt zusätzlich noch als eigene Unterart
- P. m. fischeri Reichenow, 1887, Demokratische Republik Kongo, Uganda, Westkenia, Tansania und Nordsambia.

## Stimme
Der Gesang des Männchens wird als Mischung verschiedener pfeifender, knarrender Geräusche „squeee-ki-kee“, „si si si“ und tiefen Nasallauten beschrieben.

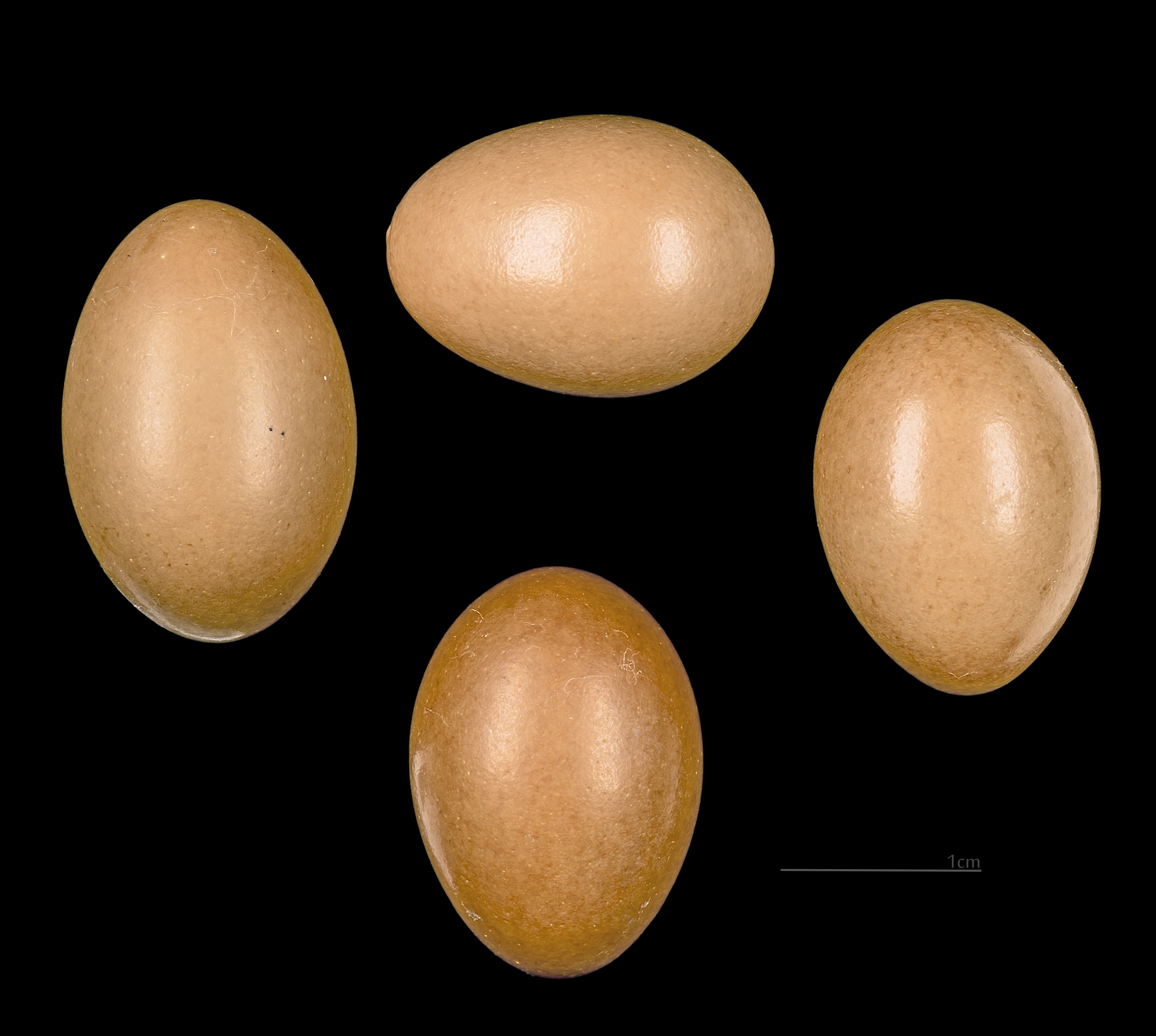
Gelege im Senegal

## Lebensweise
Die Nahrung besteht hauptsächlich aus Samen und Insekten, der Nachwuchs wird großteils mit Insekten gefüttert. Gräbt mit dem Schnabel nach Beute. Lebt gesellig als Kolonien, bildet außerhalb der Brutzeit Jagdgemeinschaften.
Die Brutzeit liegt zwischen Mai und Okt in Mauretanien, zwischen April und November im Senegal, zwischen Juni und September in Gambia, Juli und Oktober in Mali und zwischen August und Oktober in Burkina Faso.

## Gefährdungssituation
Der Bestand gilt als nicht gefährdet (Least Concern).